# Caroline Rhea
Caroline Gilchrist Rhea (n. 13 aprilie 1964, Montreal, Quebec, Canada) este o actriță comediană canadiană, cunoscută pentru vocea personajului Linda Flynn din serialul animat Phineas și Ferb.

## Filmografie
| An   | Titlu                                                | Rol                             | Note    |
| ---- | ---------------------------------------------------- | ------------------------------- | ------- |
| 1986 | Meatballs III: Summer Job                            | Beach girl #4                   | Nem.    |
| 1996 | The Shot                                             | Casting director                |         |
| 1999 | Man on the Moon                                      | Fridays' Melanie Chartoff       |         |
| 2000 | Ready to Rumble                                      | Eugenia King                    |         |
| 2000 | Mom's Got a Date with a Vampire                      | Lynette Hansen                  | Film TV |
| 2001 | Happy Birthday                                       | Monica                          |         |
| 2001 | The Santa Claus Brothers                             | Mrs. Claus                      | Film TV |
| 2004 | Christmas with the Kranks                            | Candi                           |         |
| 2005 | The Perfect Man                                      | Gloria                          |         |
| 2007 | To Be Fat Like Me                                    | Madelyn                         | Film TV |
| 2008 | Fast Girl                                            | Maddie                          |         |
| 2009 | Love N' Dancing                                      | Bonnie                          |         |
| 2009 | Larry the Cable Guy's Hula-Palooza Christmas Luau    | Shopper #1, grandma, Mrs. Claus | Film TV |
| 2011 | Phineas and Ferb the Movie: Across the 2nd Dimension | Linda Flynn-Fletcher (voce)     | Film TV |
| 2012 | Sunshine Sketches of a Little Town                   | Mrs. Diston                     | Film TV |
| 2012 | The Christmas Consultant                             | Maya Fletcher                   | Film TV |

| An        | Titlu                                           | Rol                          | Note                                   |
| --------- | ----------------------------------------------- | ---------------------------- | -------------------------------------- |
| 1993      | Fools for Love                                  | Caroline Rhea                | Host                                   |
| 1995      | Pride & Joy                                     | Carol Green                  | 6 episodes                             |
| 1996–2003 | Sabrina, the Teenage Witch                      | Hilda Spellman               | 139 episodes                           |
| 1996      | The Drew Carey Show                             | Bonnie                       | 2 episodes                             |
| 1997      | Dr. Katz, Professional Therapist                | Caroline (voice)             | Episode: "Big Fat Slug"                |
| 1999      | Larry David: Curb Your Enthusiasm               | Herself                      | Television special                     |
| 2000      | Happily Ever After: Fairy Tales for Every Child | Spidey (voice)               | Episode: "The Steadfast Tin Soldier"   |
| 2002      | Fillmore!                                       | Mrs. Konquist (voice)        | Episode: "Nappers Never Sleep"         |
| 2004–06   | The Biggest Loser                               | Herself                      | Host                                   |
| 2005–06   | The Suite Life of Zack & Cody                   | Ilsa                         | 3 episodes                             |
| 2007–15   | Phineas and Ferb                                | Linda Flynn-Fletcher (voice) | 201 episodes                           |
| 2008      | Sordid Lives: The Series                        | Noleta Nethercott            | 12 episoade                            |
| 2011      | Cake Walk: Wedding Cake Edition                 | Herself                      | Host                                   |
| 2013      | Baby Daddy                                      | Jennifer Perrin              | Episodul: "On the Lamb-y"              |
| 2014      | Maron                                           | Rolul său                    | Episodul: "Nostalgic Sex Buddy"        |
| 2014      | Manhattan Love Story                            | Coach Reisner                | Episodul: "The Ex Factor"              |
| 2015      | 2 Broke Girls                                   | Bonnie                       | Episodul: "And the Disappointing Unit" |